# Ях'я Азімов
Ях'я Азімов (тадж. Яҳё Азимов; при народженні тадж. Яҳё Нуриддинович Азимов); нар. 4 грудня 1947, Ленінабад) — таджицький політичний діяч, прем'єр-міністр Таджикистана з 8 лютого 1996 по 20 грудня 1999 року.

## Біографія
У 1966 р. закінчив середню школу №4 ім. В. І. Леніна м. Ленінабада. У 1971 р. закінчив Ташкентський інститут текстильної та легкої промисловості за спеціальністю «інженер-технолог трикотажного виробництва».

## Вчений ступінь, звання
- Кандидат економічних наук.
- Чинний член Інженерної академії Республіки Таджикистан.
- Академік Народної академії "Нурі Хужанд".
- Диплом почесного академіка Центрально-Азіатської народної академії "Нурі Хужанд".

## Наукові праці, винаходи
- Організаційно-економічні засади інтеграції промисловості Таджикистану до господарського комплексу СНД[1].
- Застосування бавовняної пряжі як кнаги. TJ-223
- Спосіб обробки тканини для надання. TJ-224
- Двохполотні акардові килими з використанням у ворсовій основі ниток шовку-сирцю. TJ-225
- Апаратно-технічний картонасекальний комплекс.

## Урядові нагороди
- Орден «Знак Пошани» — Указ Президії Верховної Ради СРСР від 23.05.1986 р.
- Заслужений працівник Республіки Таджикистан — Указ Президента Республіки Таджикистан № 75 від 03.12.1997 р.
- Медаль 5-річчя Збройних Сил Республіки Таджикистан — Указ Президента Республіки Таджикистан № 942 від 19.02.1998 р.
- Орден «Ісмоїлі Сомоні» № 3 — Указ Президента Республіки Таджикистан № 1305 від 27.08.1999 р.
- Золота медаль Всесвітньої організації інтелектуальної власності у 2001 р.

## Участь у виборних органах
- Делегат партійних, профспілкових з'їздів, конференцій СРСР, Республіки Таджикистан.
- Делегат 19-ї партійної конференції — 1988 Москва.
- Депутат міських, обласних, республіканських Рад народних депутатів.
- Народний депутат Верховної Ради Республіки Таджикистан, скликання 1990-1995 рр.
- Народний депутат Маджлісі Олі Республіки Таджикистан, скликання 1995-2000 рр.
- Член Народно-Демократичної партії Республіки Таджикистан.

## Трудова діяльність
- Ура-тюбінська фабрика верхнього трикотажу.
  - 16.08.1971 — змінний майстер кругловязального цеху.
  - 03.01.1972 — старший технолог в'язального виробництва.
  - 12.08.1972 — заступник головного інженера фабрики.
  - 01.02.1974 — головний інженер фабрики.
  - 31.01.1975 — звільнено зв'язку з переведенням на ККК ім. Леніна.
- Кайраккумський килимовий комбінат ім. Леніна.
  - 20.02.1975 — старший інженер Технічного відділу.
  - 25.10.1976 — начальник килимового виробництва 2-ї черги.
  - 01.07.1978 — директор килимової фабрики.
  - 17.07.1979 — в. о. директора ткацько-оздоблювальної фабрики.
  - 01.03.1980 — директор ткацької фабрики.
  - 10.09.1982 — заступник головного інженера об'єднання.
  - 20.08.1983 — в. о. головного інженера об'єднання.
  - 07.12.1983 — головний інженер об'єднання.
  - 05.05.1986 — обраний в. о. генеральний директор об'єднання.
  - 27.11.1986 — генеральний директор об'єднання.
  - 01.01.1992 — КПКО перетворено на Акціонерне товариство «Колінхо».
  - 01.11.1992 — обраний президентом А/О «Колінхо»
- 08.02.1996 — 20.12.1999 — прем'єр-міністр Республіки Таджикистан[2].
- 11.03.2000 — 15.01.2001 — міністр економіки та зовнішньоекономічних зв'язків Республіки Таджикистан.
- 16.02.2004 — президент Міжнародного інтеграційного килимового синдикату СНД.

## Сім'я
Одружений, має двох доньок та одного сина.